# Star Control (серия игр)
Star Control (с англ. — «Звёздный контроль», сокр. StarCon) — серия компьютерных игр. Первая и вторая части разработаны компанией Toys For Bob, третья — Legend Entertainment, все три изданы компанией Accolade.

## Star Control
Первая игра серии.
Игра сочетает в себе два режима геймплея — стратегический и аркадный. Сюжет игры представляет собой борьбу армий двух противников, «Иерархии Ур-Куанов» и «Альянса свободных звёзд», за сферы влияния. В армиях обеих сторон имеются корабли с различными видами оружия и различными специальными возможностями. Игра предусматривает несколько миссий, имеющих единственную цель – уничтожение кораблей противника.
Так же в игре имеется отдельный режим Melee, представляющий собой только аркадную часть основного геймплея, в котором можно устроить бой между любыми, имеющимися в игре кораблями, независимо от их принадлежности к какой-либо стороне в основном сюжете.

## Star Control II
Вторая игра серии. Является космическим квестом с элементами RTS и аркадными боями.
Альянс свободных звёзд потерпел поражение в войне и каждая оставшаяся раса приняла от Иерархии одну из двух альтернатив: воевать за Иерархию на правах рабов или быть изолированными от внешнего мира рабским щитом. Проведя всепланетный референдум земляне выбрали второе. Главный герой — потомок члена правительственного проекта «Звёздный контроль», чьей целью было нахождение и исследование артефактов, оставшихся от расы предтечей. Научная экспедиция, отправленная к системе Вела, обнаружила гигантскую фабрику предтечей по производству кораблей. Когда за ними не прилетел челнок (из-за падения альянса в войне с иерархией), люди решили колонизировать планету. Когда они смогли построить скелет космического корабля предтечей и снабдили его минимумом, необходимым для выживания, они отправили его в сторону Земли, чтобы выяснить, что произошло.

### The Ur-Quan Masters
В 2002 году после того, как разработчики перевели исходный код игры Star Control II под лицензию GPL, а остальное содержимое игры под лицензию Creative Commons by-nc-sa, стартовал проект портирования «Star Control II» на современные платформы, но под именем «The Ur-Quan Masters» (или «UQM», «Ур-Куанские повелители»). Название Star Control осталось за Accolade, поэтому было найдено другое.

## Star Control 3
Третья игра серии. Является космическим квестом с элементами RTS и аркадными боями.
События игры начинаются через неопределённое время после окончания предыдущей игры серии.
Большую часть в игре занимает сюжет, добавлены новые расы и корабли, заметно переработан стратегический элемент. Игра признаётся «неканонической» большинством фанатов и авторами-основателями серии.

## StarCon
В 1997 году компания Accolade заявила о создании четвёртой игры серии: Star Control 4. Позднее разрабатываемая игра была переименована в StarCon.
Основа сюжета была связана с предыдущими сериями игры. За основу взята история межгалактического противостояния 36 различных рас.
Во главе команды разработчиков стоял Джордж МакДональд, человек работавший над третьей частью Star Control, над всей серией игр Eye of the Beholder, и принимавший участие в создании RPG-серии Champions.
Выход игры намечался на четвёртый квартал 1998 года. Однако 5 октября 1998 года Accolade остановила разработку игры.

## Star Control: Origins
В начале 2015 года компания Stardock Corporation объявила о перезапуске серии игр Star Control.
18 октября 2016 года новый Star Control получил название «Origins», а выход игры был запланирован на вторую половину 2017 года, к 25-летнему юбилею выхода игры Star Control II.
2 октября 2017 года Stardock сообщил, что они не успевают выпустить игру в ноябре 2017 года по причине изменений в игровом дизайне, которые повлекли за собой увеличение времени разработки, а также включения в игру дополнительных инструментов для создания собственных миров и сюжетов. Однако, чтобы не пропустить юбилейную дату, Stardock на день позже, 16 ноября 2017 года, выпустил бета-версию новой игры, содержащую в себе только аркадную часть основного геймплея, в котором можно устроить бой между любыми имеющимися в игре кораблями, независимо от их принадлежности к какой-либо стороне в основном сюжете.
Выпуск игры ожидался по её готовности ориентировочно в 2018 году. Игра Star Control: Origins вышла 20 сентября 2018 года.

## Star Control: Ghosts of the Precursors
9 октября 2017 года разработчики оригинальных игр серии (Star Control и Star Control II) Фред Форд и Пол Ричи III объявили о создании собственными силами прямого продолжения игры Star Control II. Будущую игру они назвали Ghosts of the Precursors (с англ. — «Призраки Предтечей»).

## Free Stars: Children of Infinity
После ухода из Toys For Bob Фред Форд, Пол Ричи, Кен Форд и Дан Герштейн основали студию Pistol Shrimp, начав разработку нового проекта Free Stars: Children of Infinity. Они не могли оставить имя "Star Control" из-за того что права на это имя принадлежат Stardock. Несмотря на это, фанаты тепло приняли игру.
4 Апреля 2024 официальный трейлер проекта был показан на канале GameSpot на Youtube.
Компания по поддержке игры была запущена на Kickstarter 16 апреля 2024.